# Sabermetria

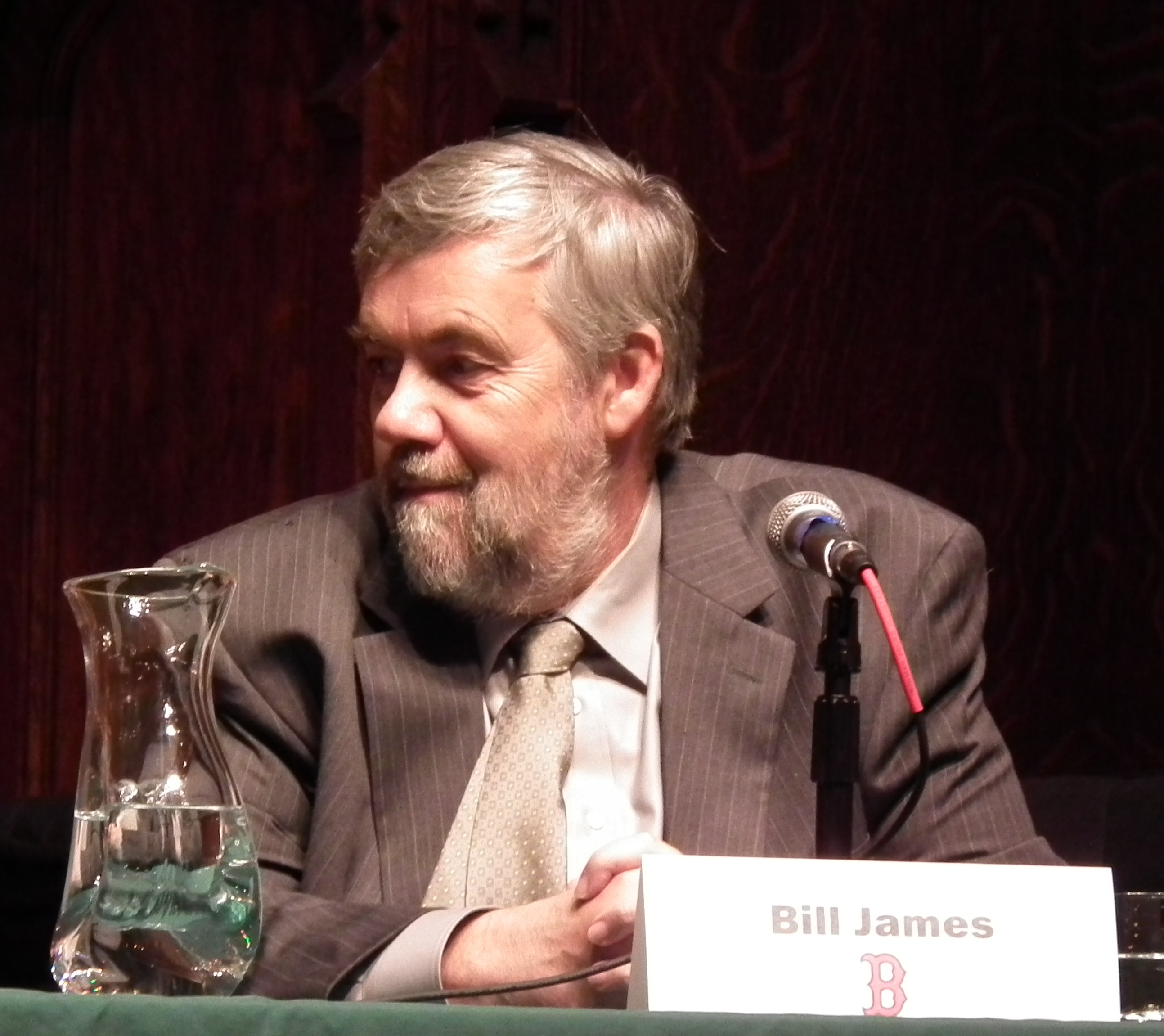
Bill James, que criou o termo "sabermetria".

Na análise esportiva, a sabermetria (originalmente SABRmetrics) é a análise empírica do beisebol, especialmente as estatísticas do beisebol que medem a atividade no jogo. Os sabermetricistas coletam e resumem os dados relevantes dessa atividade no jogo para responder a perguntas específicas. O termo é derivado do acrônimo SABR, que significa Society for American Baseball Research (Sociedade de Pesquisa de Beisebol Americano), fundada em 1971. O termo "sabermetria" foi cunhado por Bill James, que é um de seus pioneiros e frequentemente considerado seu defensor e rosto público mais proeminente.

## História inicial

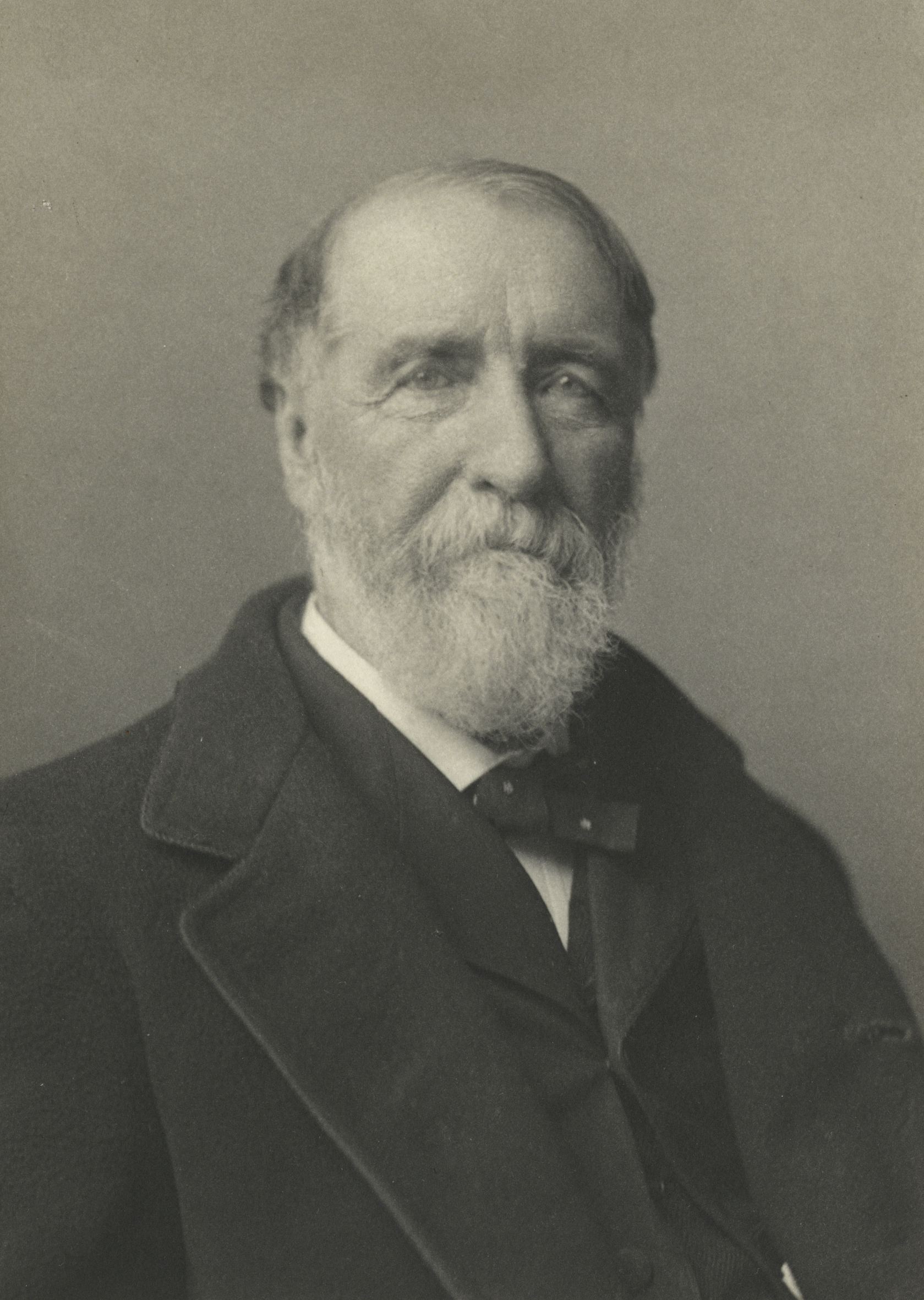
Henry Chadwick.

Henry Chadwick, um jornalista esportivo de Nova Iorque, desenvolveu uma ficha técnica em 1858. Essa foi a primeira maneira pela qual os estatísticos puderam descrever o esporte do beisebol rastreando numericamente vários aspectos do jogo. A criação da ficha técnica proporcionou aos estatísticos do beisebol um resumo do desempenho individual e da equipe em um determinado jogo.
A pesquisa em sabermetria começou em meados do século XX com os escritos de Earnshaw Cook, um dos primeiros sabermetricistas. O livro Percentage Baseball, de Cook (1964), foi um dos primeiros do gênero. No início, a maioria dos times de beisebol organizados e os profissionais consideraram o trabalho de Cook sem sentido. A ideia de uma ciência de estatísticas de beisebol começou a ganhar legitimidade em 1977, quando Bill James começou a lançar o Baseball Abstracts, seu compêndio anual de dados de beisebol. No entanto, as ideias de James demoraram a ser amplamente aceitas.
Bill James acreditava que havia um mal-entendido generalizado sobre como o jogo de beisebol era jogado, alegando que o esporte não era definido por suas regras, mas na verdade, conforme resumido pelo professor de engenharia Richard J. Puerzer, "definido pelas condições em que o jogo é jogado - especificamente, os estádios, mas também os jogadores, a ética, as estratégias, os equipamentos e as expectativas do público". Os sabermetricistas - às vezes considerados estatísticos de beisebol - começaram a tentar substituir a estatística favorita tradicional conhecida como a "média de rebatidas". Afirma-se que a média de rebatidas da equipe é relativamente inadequada para as corridas marcadas pela equipe. O raciocínio sabermetricista diria que as corridas vencem os jogos de bola e que uma boa medida do valor de um jogador é sua capacidade de ajudar sua equipe a marcar mais corridas do que a equipe adversária.

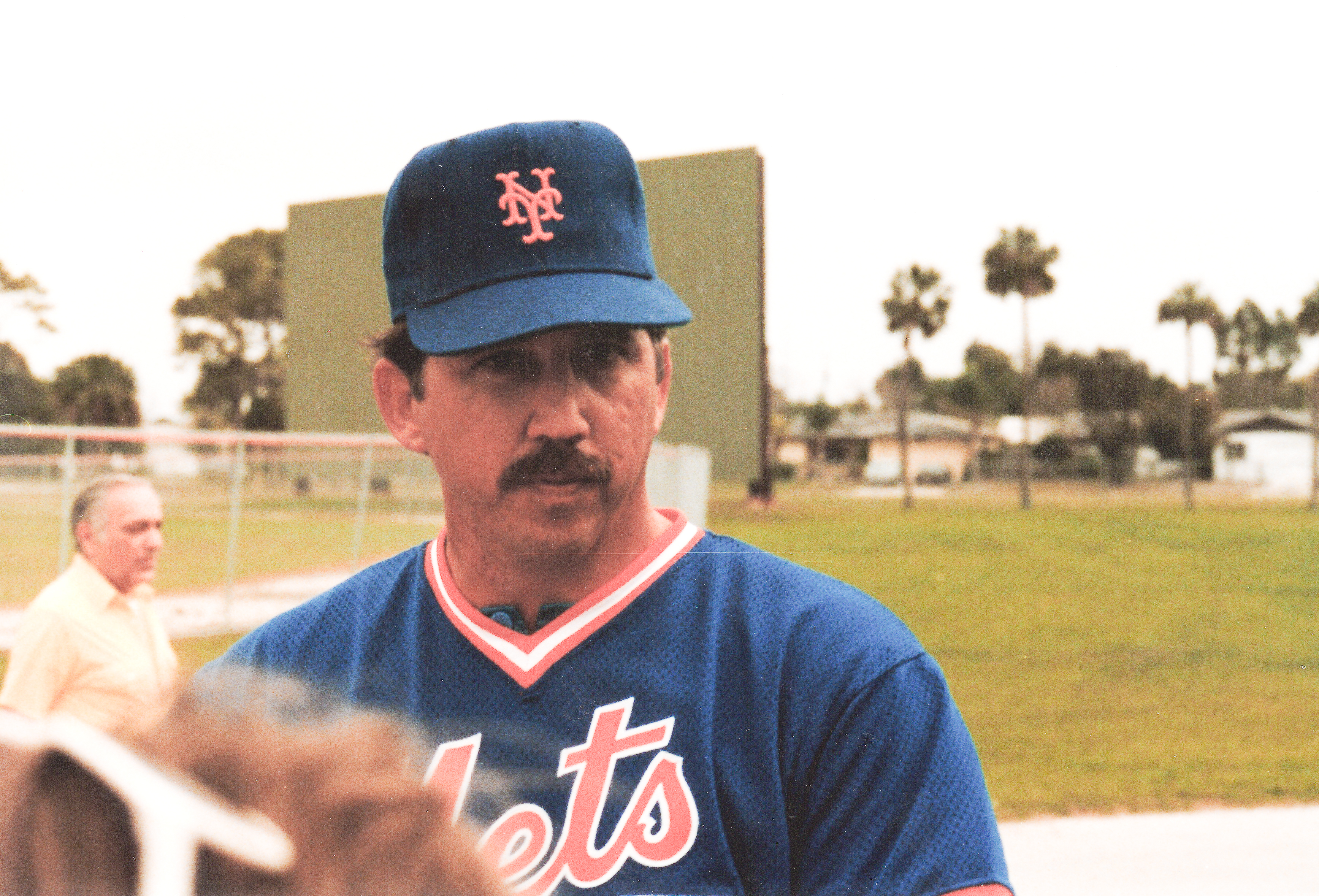
Davey Johnson em 1986.

Antes de Bill James popularizar a sabermetria, Davey Johnson usou um IBM System/360 na cervejaria do proprietário do time, Jerold Hoffberger, para escrever uma simulação de beisebol em FORTRAN enquanto jogava pelo Baltimore Orioles da Liga Principal de Beisebol (Major League Baseball - MLB) no início da década de 1970. Ele usou seus resultados em uma tentativa malsucedida de promover para seu gerente Earl Weaver a ideia de que ele deveria bater em segundo lugar na escalação. Ele escreveu programas para IBM BASIC a fim de ajudá-lo a gerenciar o time Tidewater Tides e, depois de se tornar gerente do New York Mets em 1984, conseguiu que um funcionário da equipe escrevesse um aplicativo dBASE II para compilar e armazenar métricas avançadas sobre as estatísticas da equipe. Craig R. Wright foi outro funcionário da MLB, trabalhando com o Texas Rangers no início da década de 1980. Durante seu tempo com os Rangers, ele ficou conhecido como o primeiro funcionário da linha de frente na história da MLB a trabalhar com o título de "sabermetricista".
David Smith fundou o Retrosheet em 1989, com o objetivo de informatizar o placar de todos os jogos de beisebol da MLB já disputados, a fim de coletar e comparar com mais precisão as estatísticas do jogo.

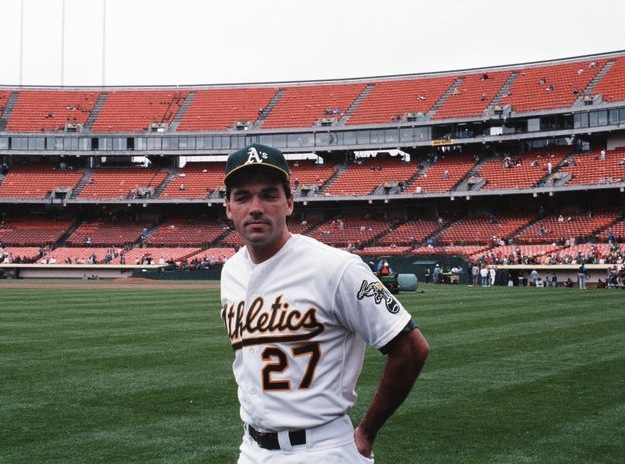
Billy Beane como jogador em 1989.

O Oakland Athletics começou a usar uma abordagem mais quantitativa no beisebol, concentrando-se nos princípios da sabermetria na década de 1990. Isso começou inicialmente com Sandy Alderson como gerente geral da equipe, quando ele utilizou os princípios para obter jogadores relativamente subvalorizados. Suas ideias foram continuadas quando Billy Beane assumiu o cargo de gerente geral em 1997, cargo que ocupou até 2015, e contratou seu assistente Paul DePodesta. Por meio da análise estatística feita por Beane e DePodesta na temporada de 2002, o time venceu 20 jogos seguidos. Esse foi um momento histórico para a franquia, em que o 20º jogo foi disputado no Oakland Alameda Coliseum. Suas abordagens ao beisebol logo ganharam reconhecimento nacional quando Michael Lewis publicou Moneyball: The Art of Winning an Unfair Game (Moneyball: A Arte de Ganhar um Jogo Injusto), em 2003, para detalhar o uso da sabermetria por Beane. Em 2011, um filme baseado no livro de Lewis - também chamado Moneyball - foi lançado e deu ampla exposição às técnicas usadas na diretoria do Oakland Athletics.

## Medições tradicionais
A sabermetria foi criada na tentativa de que os fãs de beisebol aprendessem sobre o esporte por meio de evidências objetivas. Isso é feito por meio da avaliação dos jogadores em todos os aspectos do jogo, especificamente rebatidas, arremessos e lançamentos. Essas medidas de avaliação geralmente são formuladas em termos de corridas ou vitórias da equipe, pois as estatísticas mais antigas eram consideradas ineficazes.

### Medidas de rebatimento

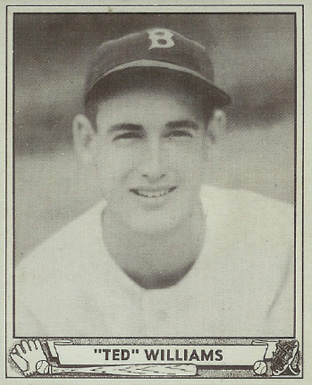
Ted Williams, o mais recente jogador da MLB a bater 0,400 em uma temporada.

A medida tradicional de desempenho de rebatidas é considerada como rebatidas divididas pelo número total de vezes ao bastão. Bill James, juntamente com outros pais da sabermetria, descobriu que essa medida é falha, pois ignora qualquer outra forma de um rebatedor chegar à base além de uma rebatida. Por outro lado, a porcentagem na base (on-base percentage - OBP) leva em consideração as bases por bolas (walks ou base on balls - BB) e os arremessos atigindo rebatedores (hit-by-pitch - HBP). Outro problema com a medida tradicional da média de rebatidas é que ela não faz distinção entre rebatidas (ou seja, simples, duplas, triplas ou home runs) e dá a cada rebatida o mesmo valor. Uma medida que diferencia esses resultados é a porcentagem de slugging (SLG). Para calcular a porcentagem de slugging, o número de bases totais de todas as rebatidas é dividido pelo número total de vezes em que o rebatedor foi ao bastão.
Stephen Jay Gould propôs que o desaparecimento da média de rebatidas de 0,400 (alcançada pela última vez na MLB por Ted Williams em 1941) é, na verdade, um sinal de melhoria geral nas rebatidas. Isso ocorre porque, na era moderna, os jogadores estão se concentrando mais em rebatidas para aumentar a potência do que para a média. Portanto, tornou-se mais valioso comparar os jogadores usando a SLG e a OBP em vez da média de rebatidas.
Essas duas medidas sabermétricas aprimoradas são habilidades importantes a serem medidas em um rebatedor e foram combinadas para criar a estatística moderna on-base plus slugging (OPS). O OPS é a soma da porcentagem na base com a porcentagem de slugging. Essa estatística moderna tornou-se útil na comparação de jogadores e é um método poderoso de prever corridas marcadas de um determinado jogador.
Algumas das outras estatísticas que os sabermetricistas usam para avaliar o desempenho do rebatedor são a média ponderada na base (weighted on-base average - wOBA), a média secundária (secondary average - SecA), as corridas criadas (runs created - RC) e a média equivalente (equivalent average - EqA).

### Medidas de arremesso

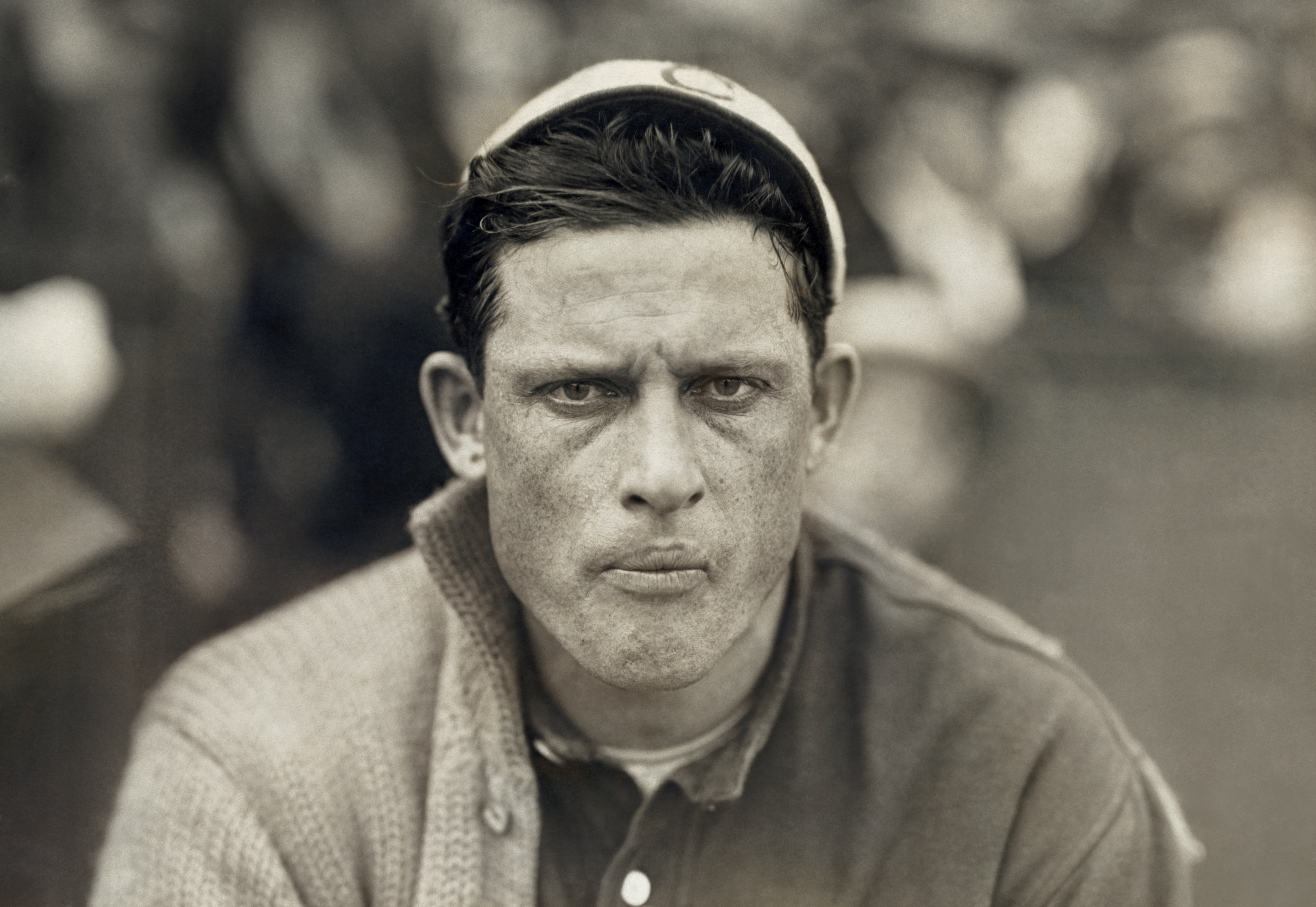
Ed Walsh, cuja ERA de 1,82 na carreira é a mais baixa da história da MLB.

A medida tradicional do desempenho do arremessador é a média de corridas limpas (earned run average - ERA). Ela é calculada como corridas limpas permitidas por nove entradas (innings). A ERA não separa a habilidade do arremessador das habilidades dos jogadores de campo com os quais ele joga. Outra medida clássica para arremessos é a porcentagem de vitórias de um arremessador. A porcentagem de vitórias é calculada dividindo-se as vitórias pelo número total de decisões (vitórias mais derrotas). A porcentagem de vitórias também depende muito da equipe do arremessador, principalmente do número de corridas que ela marca.
Os especialistas em sabermetria tentaram encontrar diferentes medidas de desempenho do arremessador que excluíssem o desempenho dos jogadores de campo envolvidos. Uma das primeiras medidas desenvolvidas, e uma das mais populares em uso, é a de bases por bolas mais rebatidas por entrada com arremesso (walks plus hits per inning pitched - WHIP), que, embora não seja totalmente independente da defesa, tende a indicar quantas vezes um arremessador provavelmente colocará um jogador em base (seja por meio de BB, HBP ou rebatida em base) e, portanto, a eficiência dos rebatedores em alcançar a base contra um arremessador específico.
Um desenvolvimento posterior foi a criação do sistema de estatísticas de arremessos independentes da defesa (defense-independent pitching statistics - DIPS). Voros McCracken foi o responsável pelo desenvolvimento desse sistema em 1999. Por meio de sua pesquisa, McCracken conseguiu mostrar que há pouca ou nenhuma diferença entre os arremessadores no número de rebatidas que eles permitem em bolas colocadas em jogo - independentemente do nível de habilidade deles. Alguns exemplos dessas estatísticas são ERA independente da defesa (defense-independent ERA - dERA), arremesso independente do campo (fielding independent pitching - FIP) e ERA componente independente da defesa (defense-independent component ERA - DICE). Outros sabermetricistas aprofundaram o trabalho no DIPS, como Tom Tango, que dirige o site de sabermetria Tango on Baseball.
O Baseball Prospectus criou outra estatística chamada ERA periférica (peripheral ERA - PERA). Essa medida do desempenho de um arremessador leva em conta rebatidas, walks, home runs permitidos e strikeouts, enquanto ajusta os fatores do estádio. Cada estádio tem dimensões diferentes no que se refere à parede do campo externo, portanto, um arremessador não deve ser medido da mesma forma em cada um desses estádios.
A média de rebatidas de bolas em jogo (batting average on balls in play - BABIP) é outra medida útil para determinar o desempenho dos arremessadores. Quando um arremessador tem um BABIP alto, ele geralmente apresenta melhorias na temporada seguinte, enquanto um arremessador com BABIP baixo geralmente apresenta um declínio na temporada seguinte. Isso se baseia no conceito estatístico de regressão à média. Outros criaram vários meios de tentar quantificar arremessos individuais com base nas características do arremesso, em oposição a corridas ganhas ou bolas rebatidas.

## Métodos avançados
O valor sobre o jogador substituto (value over replacement player - VORP) já foi considerado uma estatística sabermétrica popular. Essa estatística demonstra o quanto um jogador contribui para sua equipe em comparação com um jogador hipotético que tem um desempenho no nível mínimo necessário para ocupar uma posição no elenco de uma equipe da MLB. Essa medida foi inventada por Keith Woolner, ex-redator do grupo/site de sabermetria Baseball Prospectus.
As vitórias além da reposição (wins above replacement - WAR) são outra estatística sabermétrica popular para avaliar as contribuições de um jogador para sua equipe. Semelhante ao VORP, o WAR compara um determinado jogador a um jogador de nível de reposição para determinar o número de vitórias adicionais que o jogador proporcionou à sua equipe. Os valores de WAR variam de acordo com as posições de rebatidas e são determinados, em grande parte, pelo desempenho bem-sucedido de um jogador e pela quantidade de tempo de jogo.

### Análise quantitativa no beisebol
Muitas estatísticas tradicionais e modernas, como ERA e vitórias compartilhadas (wins shared), não dão uma compreensão completa do que está ocorrendo em campo. As proporções simples não são suficientes para entender os dados estatísticos do beisebol. A análise quantitativa estruturada é capaz de explicar muitos aspectos do jogo, por exemplo, para examinar com que frequência uma equipe deve tentar roubar a base.

## Aplicações
A sabermetria pode ser usada para vários fins, mas os mais comuns são avaliar o desempenho passado e prever o desempenho futuro para determinar as contribuições de um jogador para sua equipe. Isso pode ser útil para determinar quem deve ganhar os prêmios de fim de temporada, como o MVP, e para determinar o valor de uma determinada negociação.
A maioria dos jogadores de beisebol tende a jogar alguns anos nas ligas menores antes de serem convocados para a MLB. As diferenças competitivas, aliadas aos efeitos do estádio, tornam problemática a comparação exata das estatísticas de um jogador. Os sabermetricistas conseguiram resolver esse problema ajustando as estatísticas do jogador nas ligas menores, também conhecidas como Equivalência de Ligas Menores. Por meio desses ajustes, as equipes podem analisar o desempenho de um jogador em AA e AAA para determinar se ele está apto a ser convocado para as ligas principais.

### Estatística aplicada
Os métodos de sabermetria são geralmente usados para três finalidades:
1. Comparar os principais desempenhos entre determinados jogadores específicos em condições realistas de dados. A avaliação do desempenho passado de um jogador permite uma visão geral analítica. A comparação desses dados entre os jogadores pode ajudar a entender pontos importantes, como seus valores de mercado. Dessa forma, é possível definir a função e o salário que devem ser dados a esse jogador.
2. Fornecer previsão do desempenho futuro de um determinado jogador ou de uma equipe. Quando há dados anteriores disponíveis sobre o desempenho de uma equipe ou de um jogador específico, a sabermetria pode ser usada para prever o desempenho médio futuro para a próxima temporada. Assim, é possível fazer uma previsão com certa probabilidade sobre o número de vitórias e derrotas.
3. Para fornecer uma função útil das contribuições do jogador para sua equipe. Ao analisar dados, é possível entender as contribuições de um jogador para o sucesso/fracasso de sua equipe. Com essa correlação, é possível contratar ou liberar objetivamente jogadores com determinadas características.

### Modelo de aprendizado de máquina
Um modelo de aprendizado de máquina pode ser criado usando conjuntos de dados disponíveis em fontes como o Baseball-Reference. Esse modelo fornecerá estimativas de probabilidade para o resultado de jogos específicos ou o desempenho de determinados jogadores. Essas estimativas são cada vez mais precisas quando aplicadas a um grande número de eventos em um longo prazo. O resultado do jogo (vitória/derrota) é tratado como tendo uma distribuição binomial.
As previsões podem ser feitas usando um modelo de regressão logística com variáveis explicativas, incluindo: corridas marcadas dos adversários, corridas marcadas, shutouts, taxa de vitórias e pitcher whip.

## Avanços recentes
Muitos sabermetricistas ainda estão trabalhando arduamente para contribuir com o campo, criando novas medidas e fazendo novas perguntas. As duas edições do Historical Baseball Abstract e o livro Win Shares de Bill James continuaram a avançar o campo da sabermetria, 25 anos depois de ele ter ajudado a iniciar o movimento. Seu ex-assistente Rob Neyer, que mais tarde se tornou redator sênior da ESPN.com e editor nacional de beisebol da SBNation, também trabalhou na popularização da sabermetria desde meados da década de 1980.
Nate Silver, ex-redator e sócio-gerente da Baseball Prospectus, inventou o PECOTA. Esse acrônimo significa Player Empirical Comparison and Optimization Test Algorithm (Algoritmo de Teste de Otimização e Comparação Empírica de Jogadores) e é um sistema de sabermetria para prever o desempenho de jogadores da MLB. Em termos simples, ele pressupõe que as carreiras de jogadores semelhantes seguirão uma trajetória semelhante. Esse sistema pertence à Baseball Prospectus desde 2003 e ajuda os autores do site a inventar ou aprimorar medidas e técnicas de sabermetria amplamente confiáveis.
A partir da temporada de beisebol de 2007, a MLB começou a buscar tecnologia para registrar informações detalhadas sobre cada arremesso feito em um jogo. Isso ficou conhecido como o sistema PITCHf/x, que é capaz de registrar a velocidade do arremesso, no ponto de lançamento e ao cruzar a placa, bem como o local e o ângulo da quebra de determinados arremessos por meio de câmeras de vídeo. O FanGraphs é um site que favorece esse sistema, bem como a análise de dados de jogo a jogo. O site também é especializado na publicação de estatísticas avançadas de beisebol, além de gráficos que avaliam e acompanham o desempenho de jogadores e equipes.

## Na cultura popular
- Moneyball, o filme de 2011 sobre o uso da sabermetria por Billy Beane para construir o Oakland Athletics. O filme é baseado no livro homônimo de Michael Lewis.

- No programa de televisão Numb3rs, o episódio da terceira temporada "Hardball" enfoca a sabermetria, e o episódio da primeira temporada "Sacrifice" também aborda o assunto.

- "MoneyBART", o terceiro episódio da 22ª temporada de Os Simpsons, no qual Lisa utiliza a sabermetria para treinar o time de beisebol da Liga Infantil de Bart.